# Majmonid
Majmonid, Maimonides, pravo ime Moše ben Maimon (Córdoba, 30. ožujka 1135. – Al Fastat (danas Kairo), 13. prosinca 1204.), židovski filozof, teolog, pisac, astronom, pravnik i liječnik.
Najznačajniji je židovski filozof srednjega vijeka i jedan od najpoznatijih liječnika svoga vremena. Iz rodne Španjolske bježi zbog vjerskih progona u Maroko i Egipat, gdje je u Kairu držao predavanja iz filozofije, teologije i medicine, i bio osobni Saladinov liječnik na egipatskom dvoru. 
Smatrao je Aristotela najvećim autoritetom i nastojao religiju dovesti u sklad s njegovim učenjem. Pokušaj sinteze židovske religije s antičkom filozofijom izazvao je oštre reakcije religioznih fanatika i neke njegove knjige osuđene su na spaljivanje. Djela je pisao na arapskom, a najvažnija su "Svjetlost i "Vodič kolebanjima".

## Vanjske poveznice
- A brief Biography of Maimonides
- Maimonides/Rambam from the Jewish Virtual Library
- Maimonidean controversy
- Writings of Maimonides (Manuscripts and Early Print Editions)  Arhivirana inačica izvorne stranice od 12. prosinca 2006. (Wayback Machine)
- The Foundations of Jewish Belief
- Rambam's introduction to the Mishnah Torah (English translation  Arhivirana inačica izvorne stranice od 26. ožujka 2023. (Wayback Machine))
- Rambam's introduction to the Commentary on the Mishnah (Hebrew Fulltext)